# Diepzeekabeljauwen
Diepzeekabeljauwen (Moridae) zijn een familie in de orde der kabeljauwachtigen (Gadiformes). Het zijn zeevissen die over de hele wereld aangetroffen worden en tot 90 centimeter lang kunnen worden.

## Geslachten
- Antimora Günther, 1878
- Auchenoceros Günther, 1889
- Eeyorius Paulin, 1986
- Eretmophorus Giglioli, 1889
- Gadella R. T. Lowe, 1843
- Guttigadus Iw. Taki, 1953
- Halargyreus Günther, 1862
- Laemonema Günther, 1862
- Lepidion Swainson, 1838
- Lotella Kaup, 1858
- Mora A. Risso, 1827
- Notophycis Sazonov, 2001
- Physiculus Kaup, 1858
- Pseudophycis Günther, 1862
- Rhynchogadus Tortonese, 1948
- Salilota Günther, 1887
- Svetovidovia Cohen, 1973
- Tripterophycis Boulenger, 1902